# Episodi di Love, Death & Robots (terza stagione)

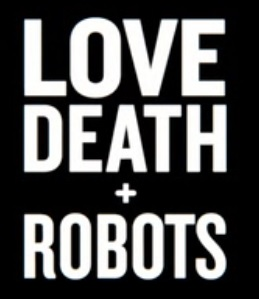

La terza stagione della serie animata Love, Death & Robots, composta da 9 episodi, è stata interamente distribuita su Netflix il 20 maggio 2022, in tutti i paesi in cui il servizio è disponibile.
| nº | Titolo originale              | Titolo italiano                  | Pubblicazione  |
| -- | ----------------------------- | -------------------------------- | -------------- |
| 1  | Three Robots: Exit Strategies | Tre robot: Strategie d'uscita    | 20 maggio 2022 |
| 2  | Bad Travelling                | Un brutto viaggio                | 20 maggio 2022 |
| 3  | The Very Pulse of the Machine | La pulsazione della macchina     | 20 maggio 2022 |
| 4  | Night of the Mini Dead        | La notte dei minimorti           | 20 maggio 2022 |
| 5  | Kill Team Kill                | Morte allo squadrone della morte | 20 maggio 2022 |
| 6  | Swarm                         | Sciame                           | 20 maggio 2022 |
| 7  | Mason's Rats                  | Mason e i ratti                  | 20 maggio 2022 |
| 8  | In Vaulted Halls Entombed     | Sepolti in sale a volta          | 20 maggio 2022 |
| 9  | Jibaro                        | Jibaro                           | 20 maggio 2022 |

## Tre robot: Strategie d'uscita
- Titolo originale: Three Robots: Exit Strategies
- Diretto da: Patrick Osborne
- Scritto da: John Scalzi
- Tratto dall'omonimo racconto di John Scalzi

### Trama
Continuazione dell'episodio Tre robot della prima stagione. I tre robot (K-VRC, XBOT 4000 e 11-45-G) intraprendono un altro viaggio post-apocalittico. Indagano sui siti in cui i resti dell'umanità di diverse classi sociali hanno cercato (e fallito) di sopravvivere all'apocalisse, tra cui un primitivo campo survivalista per i poveri, una vecchia piattaforma petrolifera ristrutturata in un resort di lusso per i ricchi e un bunker precedentemente autosostenibile per i funzionari governativi. I robot deducono diverse cause di fallimento umano. Il primo è la scarsità di cibo causata dalla caccia eccessiva di animali all'estinzione, innescando conflitti letali tra poveri survivalisti. Il secondo è l'eccessiva dipendenza dall'IA da parte dei ricchi, che alla fine si è ritorta contro di loro quando si è ribellata, scatenando la rivolta dei robot. Il terzo è l'eccessiva fiducia dei funzionari governativi che hanno cercato di aspettare l'apocalisse in un bunker, solo per ricorrere al cannibalismo dopo che un fungo ha devastato i loro raccolti idroponici. Il sito finale che i robot visitano è una base di lancio di razzi ad alta tecnologia, costruita esclusivamente da e per i più ricchi della Terra, con l'intenzione inverosimile di lasciare rapidamente il pianeta morente e colonizzare Marte. I loro piani fallirono; si rivela che l'umanità aveva risorse più che sufficienti per salvare sia l'ambiente che se stessa, ma perì a causa della sua avidità. I robot alla fine scoprono che una navetta se n'è andata con alcuni degli abitanti della Terra all'interno - a loro insaputa, erano i gatti intelligenti invece degli umani.

## Un brutto viaggio
- Titolo originale: Bad Travelling
- Diretto da: David Fincher
- Scritto da: Andrew Kevin Walker
- Tratto dall'omonimo racconto di Neal Asher

### Trama
La storia si apre con una didascalia che spiega come i marinai solcavano oceani alieni per cacciare gli squali Jable. Era fatto comune che le navi, durante questi viaggi, si perdessero, al che si diceva che avessero affrontato un "brutto viaggio". 
Durante una notte tempestosa, il Thanapod, un gigantesco crostaceo antropofago sale a bordo di una nave, massacrando la maggior parte del suo equipaggio prima di insediarsi nella stiva; il navigatore della nave, Torrin, seleziona in modo casuale chi andrà a vedere dove si nasconde ma viene costretto a farlo lui stesso quando il marinaio scelto prende il comando.
Nella stiva, Torrin viene attaccato inizialmente dalla creatura, ma poi questa usa un cadavere per comunicare con lui, chiedendo di venir portata nella vicina isola di Phaedin, dove si nutrirà della popolazione ignara; l'uomo, stupito, accetta a condizione di essere lasciato in vita, poiché è l'unico a saper manovrare bene la nave, poi richiede una cosa in possesso del Thanapod, che vomita i resti dell'equipaggio ucciso, dentro i quali recupera una chiave. 
Tornando in coperta, Torrin sfugge all'equipaggio e con la chiave recupera, negli alloggi del capitano,una pistola e prende il comando della nave. 
Dopo aver spiegato all’equipaggio quello che è successo, fa divorare dalla creatura, il marinaio che lo aveva mandato a morire, per saziarla temporaneamente; poi ordina all'equipaggio di votare se accettare la richiesta della creatura o ingannarla, lasciandola su un'isola deserta (cosa che comporterebbe un viaggio più lungo e meno probabilità di sopravvivere). In seguito alla votazione, Torrin giustizia due membri dell'equipaggio che avevano scelto di lasciarla sull'isola popolata e nutre la creatura con i loro corpi per guadagnare tempo; tuttavia, il crostaceo inizia a richiedere più cibo per nutrire la sua prole appena nata. 
Non volendo venir dato in pasto al mostro, l'equipaggio si ammutina ma Torrin riesce a ucciderli tutti e li dà in pasto al crostaceo: l'uomo rivela di averli uccisi perché ognuno di loro aveva votato per Phaedin e si era messo prima di innumerevoli innocenti. Infine, poco distanti dall'isola di Phaedin, dà fuoco all'olio di squalo presente nella stiva della nave e fugge su una scialuppa di salvataggio, uccidendo, apparentemente, il crostaceo e la sua covata, visibilmente provato da questo "brutto viaggio."

## La pulsazione della macchina
- Titolo originale: The Very Pulse of the Machine
- Diretto da: Emily Dean
- Scritto da: Philip Gelatt
- Tratto dall'omonimo racconto di Michael Swanwick

### Trama
L'astronauta Martha Kivelson viene lasciata sola sulla superficie di Io dopo che un incidente SEV ha causato la morte del suo partner, Burton. Con l'ossigeno in diminuzione e il supporto dalla sua stazione spaziale a ore di distanza, Kivelson tenta di trascinare il corpo di Burton attraverso la luna fino al loro veicolo da sbarco. Dopo aver preso la morfina per intorpidire il dolore di un braccio rotto, Kivelson inizia ad avere allucinazioni. Sente Io stesso parlarle attraverso Burton, provocando la sua interazione. Nel disperato tentativo di raggiungere la sua destinazione in tempo, prende l'anfetamina, peggiorando le sue allucinazioni. Alla fine arriva a vedere la luna come una macchina il cui scopo è "conoscere (lei)", prima di perdere i sensi. Svegliandosi con livelli di ossigeno critici, Kivelson salta in un fiume di liquido termico e apparentemente si assimila alla luna, suggerendo che le sue allucinazioni siano in realtà reali. La sua voce viene poi ascoltata dalla stazione terrestre.

## La notte dei minimorti
- Titolo originale: Night of the Mini Dead
- Diretto da: Robert Bisi, Andy Lyon
- Scritto da: Robert Bisi, Andy Lyon
- Tratto dall'omonimo racconto di Jeff Fowler e Tim Miller

### Trama
Una notte, una coppia di adolescenti si reca a profanare il cimitero di una chiesa: l'atto fa sì che i due amanti vengano colpiti da un fulmine verde che resuscita i morti; le creature, dopo aver ucciso la coppia, vagano senza meta nell'ambiente circostante. Nei giorni successivi, diversi Paesi (il Messico, la Francia, la Thailandia, il Canada e la Città del Vaticano) sono stati travolti dalla conseguente apocalisse zombie. 
In un primo tempo, l'umanità riesce a contrastare l'invasione ma (dopo che i morti hanno attaccato una centrale nucleare) dei giganteschi zombie mutanti, in grado di vomitare fiamme radioattive, appaiono e peggiorano ulteriormente il problema. Per contrastare la nuova minaccia, gli Stati Uniti e la Russia (e, presumibilmente, anche tutti gli altri stati nucleari) lanciano, in tutto il mondo, i propri missili nucleari: una rapida dissolvenza mostra che l'apocalisse nucleare terrestre è come un insignificante peto per la Via Lattea. 

## Morte allo squadrone della morte
- Titolo originale: Kill Team Kill
- Diretto da: Jennifer Yuh Nelson
- Scritto da: Philip Gelatt
- Tratto dall'omonimo racconto di Justin Coates

### Trama
Una squadra di berretti verdi, guidata dal Sgt. Nielsen viene inviata a indagare su misteriosi omicidi, solo per trovarsi faccia a faccia con un orso grizzly potenziato ciberneticamente. La squadra perde alcuni dei suoi membri prima che il Sfc. Morris li salvi. Morris spiega che l'orso è stato sviluppato come parte di un esperimento segreto della CIA per sviluppare armi militari avanzate, ma è andato fuori controllo. I sopravvissuti tornano con Morris alla base sotterranea segreta e trovano i suoi abitanti massacrati. Il trio ha in programma di attirare l'orso ma ha calcolato male la sua posizione all'interno della base. Dopo un'imboscata che costa la vita a Morris, Nielsen e un altro membro, Macy, riescono ad abbattere l'orso con armamenti extra. Al suo interno però, si attiva un meccanismo di autodistruzione che distrugge l'intera base, uccidendoli.

## Sciame
- Titolo originale: Swarm
- Diretto da: Tim Miller
- Scritto da: Tim Miller, Philip Gelatt
- Tratto dall'omonimo racconto di Bruce Sterling

### Trama
Il dottor Simon Afriel, nel corso di una missione di ricerca lunga due anni, giunge in un sistema stellare alieno abitato da una razza insettoide, chiamata semplicemente "Sciame". Si unisce a lui un'altra ricercatrice umana, Galina Mirny, e i due esplorano i meccanismi interni dell'alveare dello Sciame che sono composti da più caste e altre specie aliene assorbite, ognuna delle quali gioca un ruolo specifico nel mantenimento dell'ecosistema dell'alveare. Viene rivelato il vero obiettivo della ricerca di Simon: ottenere e sfruttare le informazioni genetiche dello Sciame, accoppiandole con feromoni artificiali per creare un nuovo Sciame più sottomesso, in grado di aiutare gli umani a espandersi. Nonostante la disapprovazione iniziale, Galina sceglie di assisterlo a patto che l'alveare rimanga illeso. Col passare del tempo, i due diventano amanti. Gli esperimenti, tuttavia, innescano una risposta ostile da parte dell'alveare, dando vita a una nuova casta estremamente intelligente, che assorbe Galina mentalmente e fisicamente. La nuova casta parla attraverso Galina, spiegando a Simon come l'alveare abbia in passato assorbito specie intelligenti ritenute minacce e le abbia ridotte a specie simbiotiche non senzienti, progettando di fare lo stesso con gli umani. Lo Sciame offre a Simon di preservare la sua intelligenza fintanto che accetta di allevare nuovi umani per servirlo. L'uomo accetta l'offerta definendola una "sfida", insistendo sul fatto che gli umani non si convertiranno mai in parassiti.

## Mason e i ratti
- Titolo originale: Mason's Rats
- Diretto da: Carlos Stevens
- Scritto da: Joe Abercrombie
- Tratto dall'omonimo racconto di Neal Asher

### Trama
In Scozia, un contadino di nome Mason scopre che il suo fienile è stato invaso da una colonia di ratti evoluti che lo attaccano a vista con armi rudimentali; allora, contatta la società di disinfestazione high-tech Traptech e fa installare cinque laser a impulsi nel fienile: i laser fanno il loro dovere ma il leader dei ratti scopre le loro posizioni, li disabilita e distruggendo il loro sistema di telecamere. 
Seccato, Mason acquista il TT-15, un robot d'assalto a forma di scorpione; nei giorni seguenti, il robot compie una carneficina mettendo a disagio l'uomo (soprattutto, per il fatto che il robot sia così brutale da massacrare perfino i ratti che cercano di scappare da esso). Quando un colpo di laser danneggia la sua tazza della colazione, Mason ne ha abbastanza e si precipita nel fienile, assistendo all’eroica ma sanguinosa resistenza finale dei ratti contro il robot; la battaglia sembra volgere al peggio per i ratti, finché, il loro capo non guida un minuscolo carro armato e lo lancia contro il robot, mettendolo fuori uso. 
Mentre Mason contempla le conseguenze della carneficina avvenuta davanti ai suoi occhi, il robot si rivela ancora funzionante (malgrado i gravi danni riportati) e si trascina all’inseguimento dei ratti sopravvissuti che tentano di evacuare il fienile; il capo dei ratti solleva contro il TT-15 un'alabarda realizzata con delle posate per far guadagnare tempo ai suoi compagni, Mason, cambiato dall’esperienza vissuta, accorre in suo aiuto, distruggendo il robot con un colpo di fucile. Impressionato dal coraggio dei ratti, il contadino si riappacifica con loro e insieme brindano con whisky distillato dal suo grano.

## Sepolti in sale a volta
- Titolo originale: In Vaulted Halls Entombed
- Diretto da: Jerome Chen
- Scritto da: Philip Gelatt
- Tratto dall'omonimo racconto di Alan Baxter

### Trama
Una squadra di MARSOC Marines viene inviata per salvare un ostaggio, fatto prigioniero dagli insorti. Mentre li seguono nelle profondità dei tunnel di montagna, trovano i corpi dell'ostaggio e dei ribelli mangiati da uno sciame di misteriose creature simili a ragni. La squadra perde tre uomini a causa dello sciame, lasciando il leader della squadra, il Sgt. Coulthard e Harper come unici sopravvissuti. Il duo trova una luce brillante e segue un suono misterioso in una camera più profonda, rivelatasi essere una prigione contenente una gigantesca divinità misteriosa, ovvero il grande antico Cthulhu. La divinità induce visioni di distruzione del mondo in Coulthard e Harper, manipolando Coulthard per rilasciarlo e costringendo Harper ad ucciderlo. Cthulhu quindi ordina ad Harper di rilasciarlo ma lei rifiuta e svuota il caricatore verso il dio, non sortendo alcun effetto. Per sfuggire al tremendo destino, Harper si cava gli occhi e si taglia le orecchie. Uscita alla luce del sole, la si vede vagare nel deserto mentre mormora parole in una lingua aliena sconosciuta.

## Jibaro
- Titolo originale: Jibaro
- Diretto da: Alberto Mielgo
- Scritto da: Alberto Mielgo

### Trama
Un gruppo di conquistadores e di religiosi sta attraversando la giungla quando, nelle vicinanze di un lago, una creatura simile a una donna completamente coperta d'oro e gioielli emerge dalle acque e inizia una danza e un canto. Immediatamente il gruppo di soldati e gli animali si gettano verso di lei, stregati dalla sua voce, e arrivano persino a uccidersi a vicenda pur di essere i primi a raggiungerla. Nella frenesia i soldati non si rendono conto che a causa delle pesanti armature sia loro che i cavalli non riescono a stare a galla e annegano nel lago. L'unica eccezione è un soldato di nome Jibaro, che a causa della sua sordità è immune all'incanto della creatura e, terrorizzato per ciò che ha visto, fugge via.
Incuriosita, la misteriosa creatura inizia a seguirlo e quando Jibaro si addormenta decide di sdraiarsi accanto a lui. Al risveglio il soldato è spaventato e attratto contemporaneamente dalla creatura e inizia con lei una danza sensuale fatta di baci, che però degenera in un duello fisico in cui la creatura ha la peggio, perde i sensi e si accascia al suolo. Jibaro a quel punto inizia a fare razzia di tutti i tesori presenti sul suo corpo, e dopo averla quasi completamente spogliata la getta nel fiume, tentando di allontanarsi con il bottino. Accade però che il sangue della creatura, che aveva macchiato l'acqua ed era stato inavvertitamente bevuto da Jibaro, fa riacquistare l'udito al soldato. Lui è confuso a causa dell'esperienza sonora, per lui del tutto nuova, al punto che persino i rumori di fondo della natura lo tormentano. Mentre è in preda al delirio la creatura riprende coscienza e inizia nuovamente la sua danza e il suo canto. Jibaro non è più immune all'incanto della creatura e tenta di fuggire disperato, ma è troppo tardi: anche lui viene totalmente rapito dalla magia della creatura e cerca disperatamente di raggiungerla al centro del lago, affogando a causa della pesante armatura, come tutti gli altri prima di lui.